# Фінал Золотого кубка КОНКАКАФ 2017
Фінал Золотого кубка КОНКАКАФ 2017 — останній матч Золотого кубка КОНКАКАФ 2017, який відбувся 26 липня 2017 року в Санта-Кларі на стадіоні «Левайс Стедіум» між збірними США та Ямайки. Переможцем турніру вшосте стала збірна США.

## Передісторія
Для цих збірних цей фінал стане першим в історії чемпіонатів/кубків КОНКАКАФ.
Для господарів турніру це вже буде десятий фінал. У попередніх американці здобували перемогу в п'яти матчах у фіналах 1991, 2002, 2005, 2007, 2013 років, ще чотири рази зазнали поразки в 1993, 1998, 2009, 2011.
Для Ямайки це другий фінал, причому другий фінал поспіль, на турнірі 2015 вони зазнали поразки від мексиканців, яких цього разу здолали в півфіналі, 1:3.
Між собою ці збірні востаннє грали в товариському матчі 3 лютого 2017 в Чаттануґа, матч завершився перемогою збірної США 1:0. Загалом збірні між собою провели 24 гри, чотирнадцять перемог на рахунку американців, двічі перемогла збірна Ямайки ще вісім матчів збірні завершили внічию. Різниця м'ячів була 39 — 15 на користь США.

### Статистика особистих зустрічей
|            | ЧС (кв.)   | ЗКК        | Тов.       | Всього     |            |            |            |            |            |            |
| Результати | Результати | Результати | Результати | Результати | Результати | Результати | Результати | Результати | Результати | Результати |
| ---------- | ---------- | ---------- | ---------- | ---------- | ---------- | ---------- | ---------- | ---------- | ---------- | ---------- |
| Ямайка     | 1          | 1          | 0          | 2          |            |            |            |            |            |            |
| Нічия      | 6          | 0          | 2          | 8          |            |            |            |            |            |            |
| США        | 5          | 3          | 6          | 14         |            |            |            |            |            |            |
| Голи       |            |            |            |            |            |            |            |            |            |            |
| Ямайка     | 8          | 3          | 4          | 15         |            |            |            |            |            |            |
| США        | 16         | 7          | 16         | 39         |            |            |            |            |            |            |

### Матчі
| №  | Місто         | Дата              | Турнір                       | Матчі        | Рахунок |
| -- | ------------- | ----------------- | ---------------------------- | ------------ | ------- |
| 1  | Кінгстон      | 24 липня 1988     | КОНКАКАФ 1989 (кваліфікація) | Ямайка — США | 0–0     |
| 2  | Сент-Луїс     | 13 серпня 1988    | КОНКАКАФ 1989 (кваліфікація) | США — Ямайка | 5–1     |
| 3  | Хай-Пойнт     | 14 вересня 1991   | Товариська гра               | США — Ямайка | 1–0     |
| 4  | Даллас        | 10 липня 1993     | Золотий кубок КОНКАКАФ 1993  | США — Ямайка | 1–0     |
| 5  | Фуллертон     | 7 листопада 1993  | Товариська гра               | США — Ямайка | 1–0     |
| 6  | Кінгстон      | 22 листопада 1994 | Товариська гра               | Ямайка — США | 0–3     |
| 7  | Кінгстон      | 2 березня 1997    | ЧС 1998 (кваліфікація)       | Ямайка — США | 0–0     |
| 8  | Вашингтон     | 3 жовтня 1997     | ЧС 1998 (кваліфікація)       | США — Ямайка | 1–1     |
| 9  | Кінгстон      | 8 вересня 1999    | Товариська гра               | Ямайка — США | 2–2     |
| 10 | Кінгстон      | 16 червня 2001    | ЧС 2002 (кваліфікація)       | Ямайка — США | 0–0     |
| 11 | Фоксборо      | 7 жовтня 2001     | ЧС 2002 (кваліфікація)       | США — Ямайка | 2–1     |
| 12 | Іст-Ратерфорд | 16 травня 2002    | Товариська гра               | США — Ямайка | 5–0     |
| 13 | Кінгстон      | 12 лютого 2003    | Товариська гра               | Ямайка — США | 1–2     |
| 14 | Кінгстон      | 18 серпня 2004    | ЧС 2006 (кваліфікація)       | Ямайка — США | 1–1     |
| 15 | Колумбус      | 17 листопада 2004 | ЧС 2006 (кваліфікація)       | США — Ямайка | 1–1     |
| 16 | Фоксборо      | 16 листопада 2005 | Золотий кубок КОНКАКАФ 2005  | США — Ямайка | 3–1     |
| 17 | Кері          | 11 квітня 2006    | Товариська гра               | США — Ямайка | 1–1     |
| 18 | Вашингтон     | 19 червня 2011    | Золотий кубок КОНКАКАФ 2011  | Ямайка — США | 0–2     |
| 19 | Кінгстон      | 7 вересня 2012    | ЧС 2014 (кваліфікація)       | Ямайка — США | 2–1     |
| 20 | Колумбус      | 11 вересня 2012   | ЧС 2014 (кваліфікація)       | США — Ямайка | 1–0     |
| 21 | Кінгстон      | 7 червня 2013     | ЧС 2014 (кваліфікація)       | Ямайка — США | 1–2     |
| 22 | Канзас-Сіті   | 11 жовтня 2013    | ЧС 2014 (кваліфікація)       | США — Ямайка | 2–0     |
| 23 | Атланта       | 22 липня 2015     | Золотий кубок КОНКАКАФ 2015  | США — Ямайка | 1–2     |
| 24 | Чаттануґа     | 3 лютого 2017     | Товариська гра               | США — Ямайка | 1–0     |

## Шлях до фіналу
| Поз | Команда   | І | В | Н | П | ГЗ | ГП | РГ | О | Кваліфікація    |
| --- | --------- | - | - | - | - | -- | -- | -- | - | --------------- |
| 1   | США       | 3 | 2 | 1 | 0 | 7  | 3  | +4 | 7 | Вихід у плей-оф |
| 2   | Панама    | 3 | 2 | 1 | 0 | 6  | 2  | +4 | 7 | Вихід у плей-оф |
| 3   | Мартиніка | 3 | 1 | 0 | 2 | 4  | 6  | −2 | 3 |                 |
| 4   | Нікарагуа | 3 | 0 | 0 | 3 | 1  | 7  | −6 | 0 |                 |

| Поз | Команда   | І | В | Н | П | ГЗ | ГП | РГ | О | Кваліфікація    |
| --- | --------- | - | - | - | - | -- | -- | -- | - | --------------- |
| 1   | Мексика   | 3 | 2 | 1 | 0 | 5  | 1  | +4 | 7 | Вихід у плей-оф |
| 2   | Ямайка    | 3 | 1 | 2 | 0 | 3  | 1  | +2 | 5 | Вихід у плей-оф |
| 3   | Сальвадор | 3 | 1 | 1 | 1 | 4  | 4  | 0  | 4 | Вихід у плей-оф |
| 4   | Кюрасао   | 3 | 0 | 0 | 3 | 0  | 6  | −6 | 0 |                 |

## Матч
| 26 липня 2017 21:30 21:30 EDT (UTC−4) |

| США                    | 2–1              | Ямайка     |
| ---------------------- | ---------------- | ---------- |
| Алтідор 45' Морріс 88' | Протокол (англ.) | Вотсон 50' |

| «Леві Стедіум», Санта-Клара Глядачів: 63 032 Арбітр: Вальтер Лопес (Гватемала) |

| США | Ямайка |

| ВР         | 24 | Тім Говард       | 90+2' |       |
| ЗХ         | 19 | Грем Зусі        | 76'   |       |
| ЗХ         | 3  | Омар Гонсалес    |       |       |
| ЗХ         | 5  | Метт Беслер      |       |       |
| ЗХ         | 2  | Хорхе Вільяфанья |       |       |
| ПЗ         | 20 | Пол Арріола      |       | 76'   |
| ПЗ         | 23 | Келлін Акоста    | 37'   | 55'   |
| ПЗ         | 26 | Майкл Бредлі ()  |       |       |
| ПЗ         | 25 | Дарлінгтон Нагбе |       | 90+1' |
| НП         | 8  | Джордан Морріс   |       |       |
| НП         | 27 | Джозі Алтідор    |       |       |
| Заміни:    |    |                  |       |       |
| НП         | 28 | Клінт Демпсі     |       | 55'   |
| ПЗ         | 9  | Г'ясі Зардес     |       | 76'   |
| ПЗ         | 13 | Декс Маккарті    |       | 90+1' |
| Тренер:    |    |                  |       |       |
| Брюс Арена |    |                  |       |       |

| ВР            | 1  | Андре Блейк ()  |     | 23' |
| ЗХ            | 3  | Деміон Лоу      |     |     |
| ЗХ            | 4  | Ледейл Річі     | 57' | 87' |
| ЗХ            | 21 | Джермейн Тейлор |     |     |
| ЗХ            | 5  | Алвас Павелл    |     |     |
| ЗХ            | 20 | Кемар Лоуренс   |     |     |
| ПЗ            | 8  | Оніл Фішер      |     |     |
| ПЗ            | 15 | Джи-Вон Вотсон  |     |     |
| ПЗ            | 18 | Овейн Гордон    |     |     |
| НП            | 22 | Ромаріо Вільямс |     |     |
| НП            | 10 | Даррен Меттокс  | 32' | 90' |
| Заміни:       |    |                 |     |     |
| ВР            | 13 | Двейн Міллер    |     | 23' |
| ПЗ            | 17 | Кевон Ламберт   |     | 87' |
| НП            | 11 | Корі Берк       |     | 90' |
| Тренер:       |    |                 |     |     |
| Теодор Вітмор |    |                 |     |     |

| Найкращий гравець матчу: Джордан Морріс (США) Помічники арбітра: Герсон Лопес (Гватемала) Ерменеріто Ліл (Гватемала) Четвертий арбітр: Рікардо Монтеро (Коста-Рика) | Регламент - 90 хвилин. - 30 хвилин додаткового часу за необхідності. - Серія пенальті за необхідності. - Максимум три заміни гравців від кожної команди посеред матчу. |